# Hind Rostom
Hind Hussain Mohammed, mer känd som Hind Rostom (arabiska: هند رستم), född 11 november 1929 i Alexandria, död 8 augusti 2011 i Giza, var en egyptisk filmskådespelerska, bland Egyptens största skådespelare på 1950- och 1960-talen. Med sitt blonda hår fick hon ofta spela förföriska kvinnor. Hon fick sitt stora genombrott i Youssef Chahines film Kairo centralstation (Bab el hadid, 1958). Rostom dog på grund av en hjärtattack.